# خان الأحمر
خان الأحمر روستایی در کرانه باختری رود اردن در استان قدس است. این روستا همچنین تنها منطقه فلسطینی باقی‌مانده در تقسیم‌بندی اسراییلی E1 است و ارتباط شمال کرانه باختری با جنوب آنرا بر قرار می‌کند. روستای بدوی خان احمر با جمعیت حدود ۱۸۰ نفر بین دو شهرک یهودی نشین واقع شده‌است.
روستای خان احمر در سرشماری سال ۱۹۳۱ فلسطین تحت زمامداری استعماری بریتانیا ۲۷ سکنه در سه خانه داشت. شمار ساکنان و خانه‌ها افزایش یافته اما روستای خان احمر پیش از شهرک اسرائیلی همجوار آن ساخته شده‌است. ساکنان بدوی این روستا نیز ۱۹۵۲ به دست ارتش اسرائیل از صحرای نگب در جنوب اسرائیل به کرانه باختری کوچانده شدند. ارتش اسرائیل یکشنبه ۲۳ سپتامبر ۲۰۱۸ اعلامیه‌هایی را در روستا پخش کرد که در آن پیشنهاد کمک برای تخریب خانه‌ها به ساکنان داده شده بود. اوایل ماه سپتامبر، دیوان عالی اسرائیل آخرین فرجام‌خواهی برای توقف تخریب روستا را رد کرد.
شماری از مقامات آلمانی از تصمیم دولت اسرائیل برای انتقال ساکنان روستای خان احمر، واقع در نزدیکی بیت‌المقدس، و تخریب این روستا انتقاد کردند. دولت اسرائیل، با اتهام تلاش برای ساختمان سازی و توسعه بدون مجوز این منطقه، خواستار تخلیه این روستا بوده‌است.